# Юліан Тарсійський
Святий Юліан Тарсійський († 305, Тарс, Кілікія) (також Юліан Кілікійський, Юліан Антиохійський)— християнський святий та мученик часів гонінь Діоклетіана.
Святий мученик Юліан Тарсійський народився в малоазійській провінції Кілікія. Він був сином сенатора-язичника, мати його була християнкою. Після смерті чоловіка мати святого Юліана переселилася в місто Тарс, де хрестила сина і виховала в християнському благочесті. Коли святому виповнилося 18 років, імператор Діоклетіан (284 - 305) почав гоніння на християн. В числі інших був схоплений і святий Юліан. Ні катування, ні загрози, ні обіцянки дарів і почестей не могли схилити благочестивого хлопця до того, щоб приніс язичницьких жертв і відрікся від Христа. Цілий рік мученика водили по містах Кілікійської області, в кожному з них піддаючи допитам і жорстоким катуванням, після чого кинули в темницю. Мати святого Юліана благала його бути твердим до кінця. 
Святий Юліан знову з'явився перед правителем. Думаючи, що мати переконала сина покоритися імператорському указу, правитель став хвалити її розсудливість. Несподівано свята сміливо визнала себе християнкою. Тоді правитель наказав відрубати матері святого Юліана ступні ніг за те, що вона супроводжувала сина з Тарсу. Свята мучениця померла від нанесених ран. Мученика Юліана зашили в мішок, наповнений піском і отруйними гадами, і кинули в море. Тіло страждальника було винесено хвилями на берег біля Олександрії і з честю похоронено однією благочестивою олександрійською християнкою. Його мученицька смерть настала біля 305 року.